# Dvorac Pejačević u Našicama
Dvorac Pejačević nalazi se u središtu Našica. Smješten je u perivoju, danas gradskom parku, zajedno s manjim dvorcem i gospodarskim objektima te nedavno izgrađenim stambenim zgradama i hotelom. Ime nosi po znamenitoj plemićkoj obitelji Pejačević.

## Povijest
Temelje prvotnog dvorca postavio je polovicom siječnja 1811. grof Vincencije Pejačević (1780. – 1820.), a 11. ožujka blagoslovio ih je opat Stjepan Darašević, uz veliko mnoštvo naroda. U siječnju 1812. dvorac je bio gotov. Taj stari dvorac bio je građen u klasicističkom stilu i bio je manji od današnjeg. Dvorac je bio pravokutnog tlorisa, s devet prozorskih otvora na južnom ulaznom pročelju. Središnji dio dvorca, u širini tri prozorske osi, bio je istaknut većim prozorima i altanom, nošenom s tri luka.
Poznato je da je taj dvorac popravljen nakon potresa u svibnju 1817. godine, a značajna obnova bila je u doba grofa Ladislava Pejačevića (1824. – 1901.) oko 1850. godine.
No, njegov izgled u potpunosti je promijenjen u obnovi započetoj u siječnju 1865. koju je poduzeo grof Ferdinand Karlo Rajner (1800. – 1878.). On je zgradu dao povećati tako da je sjeverno i južno pročelje dobilo trinaest prozorskih otvora, te bočne rizalite oblikovane poput kula s kupolastim krovom. Na mjestu altane dograđen je nadograđen je dubokim s dekorativnom zabatom s volutama, balustradom i satom. Natkriven je mansardnim krovištem. Zbog nagiba terena dvorac je jednokatan na ulaznoj strani, a dvokatan prema perivoju. Prilično skroman klasicistički dvorac pretvoren je u reprezentativan neobarokni dvorac s bogatim arhitektonskim uresima.
Dvorac je bio bogato opremljen štukaturama, drvenim oplatama, ugrađenim namještajem. U velikom predvorju je dvostruko polueplitično stubište s kamenom ogradom. Zanimljivo je da se kuhinja nalazila u izdvojenoj zgradi u perivoju, a hrana se prevozila električnom željeznicom u podzemnom tunelu koji je spajao dvorac s kuhinjom.
Osim umjetničkog, dvorac ima i povijesni značaj. U njemu je živjela znamenita hrvatska skladateljica Dora Pejačević, kći hrvatskog bana Teodora Pejačevića.
Tijekom Drugog svjetskog rata dvorac je koristila njemačka vojska 1943. – 45., a u suterenu je bila smještena njemačka ratna bolnica. U ratu su oštećena pročelja i krov dvorca. U drugoj polovici 20. stoljeća zgrada je imala različitu namjenu. Danas su tu smješteni Zavičajni muzej Našice, knjižnica i galerija.

## Mali dvorac
Mali dvorac prizemna je građevina podignuta nekoliko stotina metara od velikog dvorca. Sagrađen je 1904. – 1905. godine u neoklasicističkom stilu. Građevina je zanimljiva po izvornom tehničkom rješenju zaštite od vlage i podzemne vode uporabom armirano-betonskog korita, što je početkom 20. stoljeća bila novost u graditeljstvu. Ispred dvorca nalazio raskošno uređen terasasti vrt. U dvorcu su danas smještene prostorije radija, glazbene škole i nekoliko udruga.

## Perivoj
Uz veliki dvorac podignut je perivoj kojega je povijest gotovo nepoznata. Perivoj je mogao biti začet tek nakon izgradnje dvorca, a to znači poslije 1812. godine.
Prije izgradnje dvorca vjerojatno je prostor današnjega perivoja bio pokriven prirodnim gajevima i šumom, osobito u nizinskom dijelu. Na katastarskoj karti iz 1862. perivoj je urisan, a to je dokaz da je tada postojao do kanala koji ga je dijelio od šume na sjeveru.
Vjerojatno je perivoj oblikovan oko 1850., kada je Ladislav grof Pejačević dotjerivao i dvorac. Politička karijera Ladislava, budućega hrvatskoga bana, brzo se razvijala 1850-ih godina pa je trebalo urediti i dvorac i perivoj - dostojno tada već uglednoga vlasnika. Morao je tada nastati i staklenik, urisan na staroj katastarskoj karti, iako je njegovo historicističko pročelje moglo nastati i poslije.
Perivoj iz sredine 19. st. posjeduje obilježja pejsažnih perivoja, s historicističkim cvjetnjacima ispred glavnoga pročelja dvorca i staklenika. U drugoj polovici 19. stoljeća perivoj je proširen na sjever, na površinu prirodne šume, gdje je uređeno jezero s otočićem, i tada je perivoj počeo poprimati romantičarska obilježja.
Dogradnja dvorca 1865. godine sigurno je potakla i ponovno uređenje perivoja. Nema dvojbe da je perivoj bio konačno oblikovan i uzorno održavan od kraja 19. stoljeća do 1930-ih godina, u doba grofa Teodora Pejačevića.

## Vanjske poveznice
- Dvorac Pejačević na stranicama TZ Našice  Arhivirana inačica izvorne stranice od 14. srpnja 2014. (Wayback Machine)
- O dvorcu Pejačević na stranicama Zavičajnog muzeja Našice